# Grande crevette nettoyeuse
Stenopus hispidus
Espèce
Synonymes
- Squilla Groenlandica Seba, 1759
- Astacus muricatus Olivier, 1791
- Cancer (Astacus) longipes Herbst, 1793
- Penaeus borealis Latreille, 1802
- Palaemon hispidus Olivier, 1811
- Palaemon ? asper Latreille, 1818
- Embryocaris stylicauda Ortmann, 1893[1]

La grande crevette nettoyeuse, (Stenopus hispidus) ou crevette barbier ou crevette boxeuse est une espèce de crustacés décapodes de la famille des Sténopodidés. Elle est omnivore et commune dans toutes les mers tropicales.

## Description

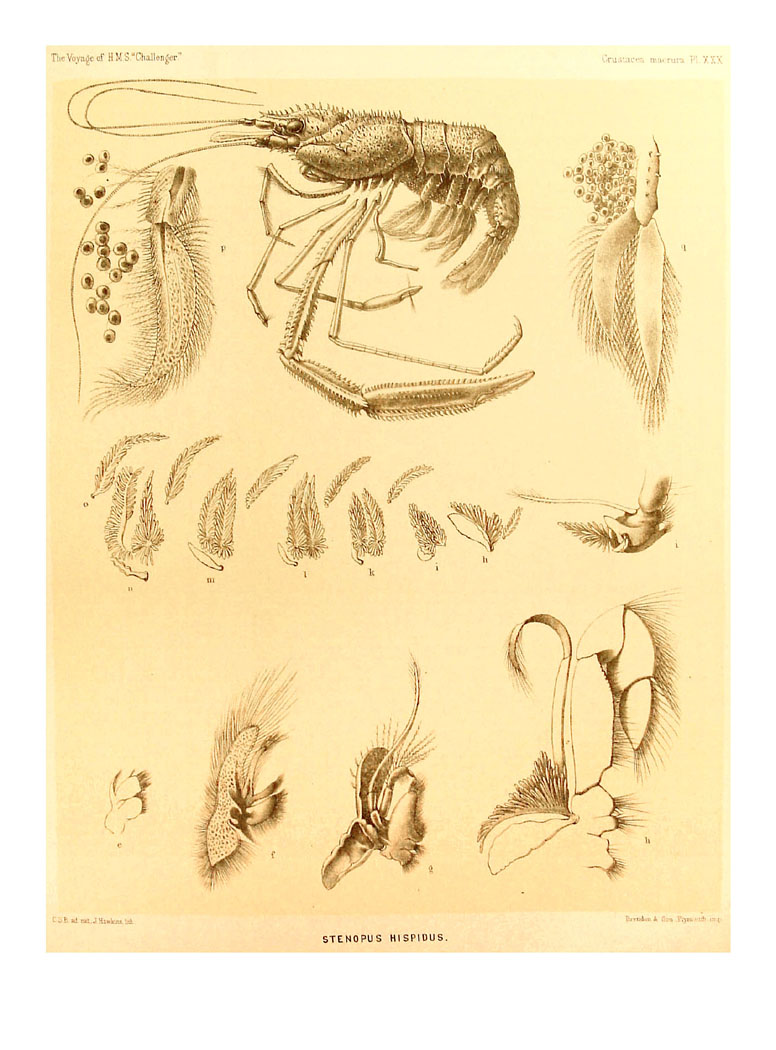
Planche Stenopus hispidus du rapport de l'Expédition du Challenger

Stenopus hispidus mesure de 5 à 9 cm. La troisième paire de pattes hypertrophiées forme de grandes pinces. Les corps et les pinces sont poilus voire épineux. Ils sont rayés rouge et blanc en « barrière de chemin de fer ». Une tache rouge est située sur la partie antérieure de la carapace. La base des pattes des grands adultes est bleue. Les yeux sont marron.
Elle possède trois paires d'antennes blanches qui mesurent environ le double de la taille du corps.

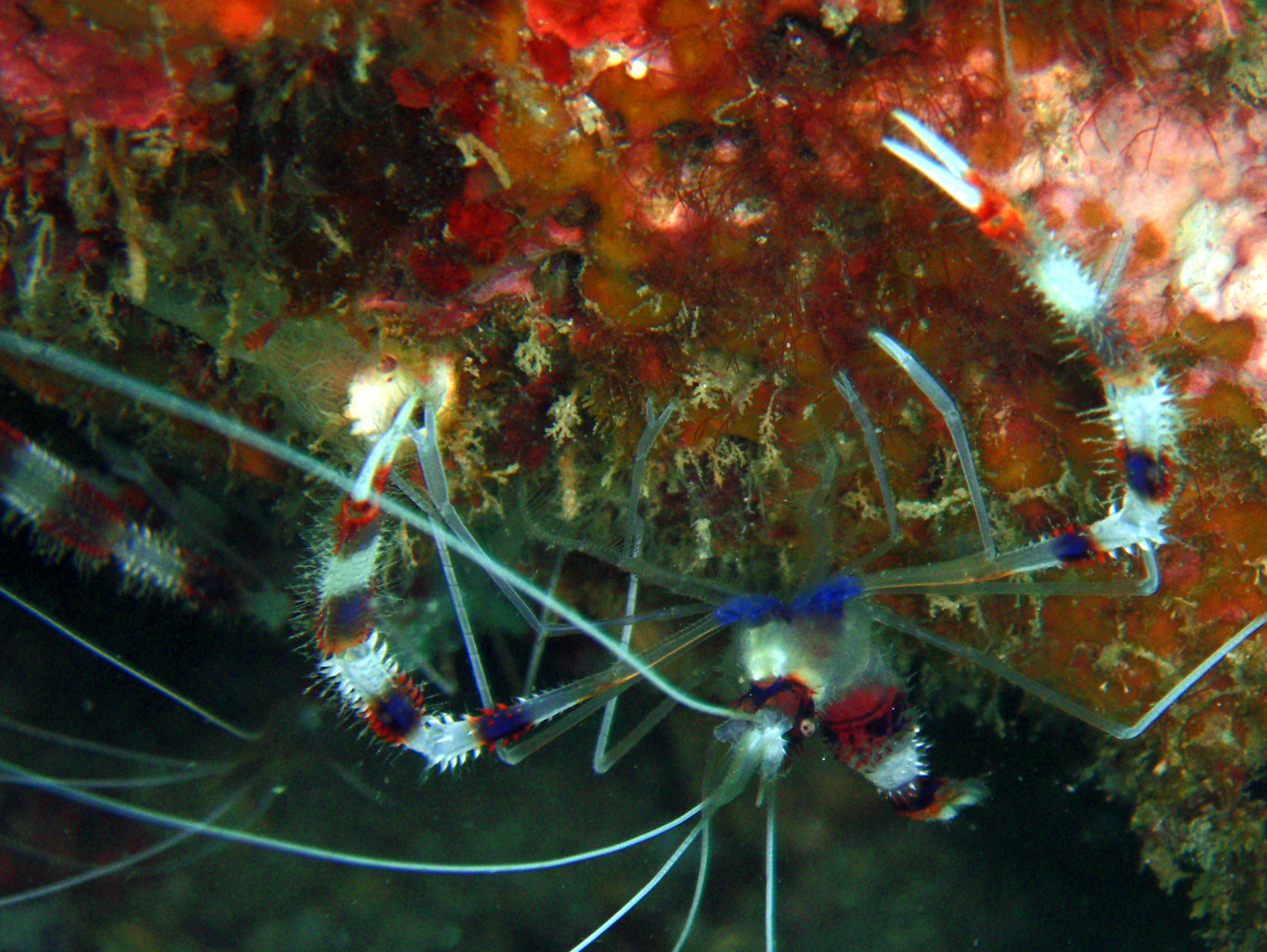
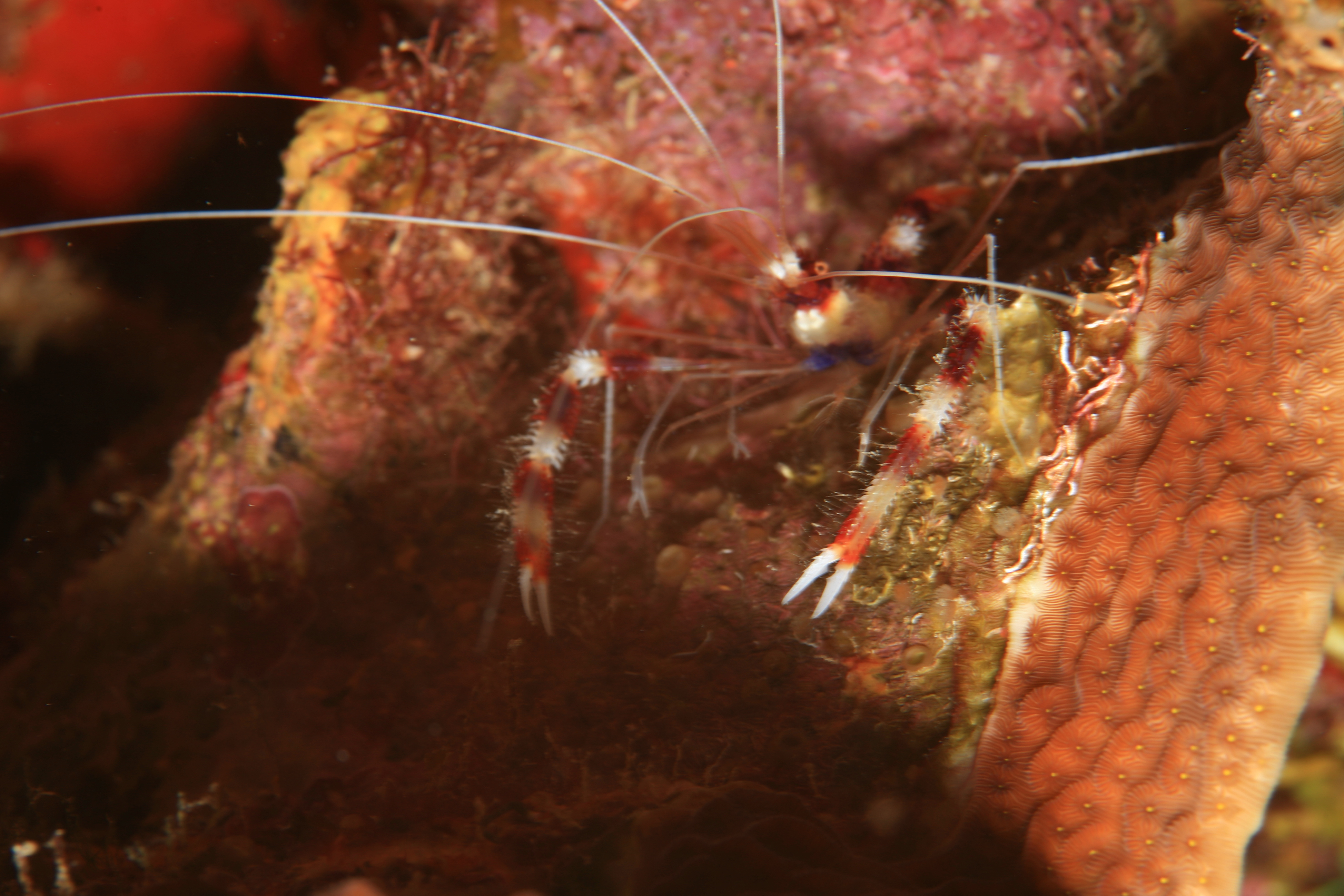
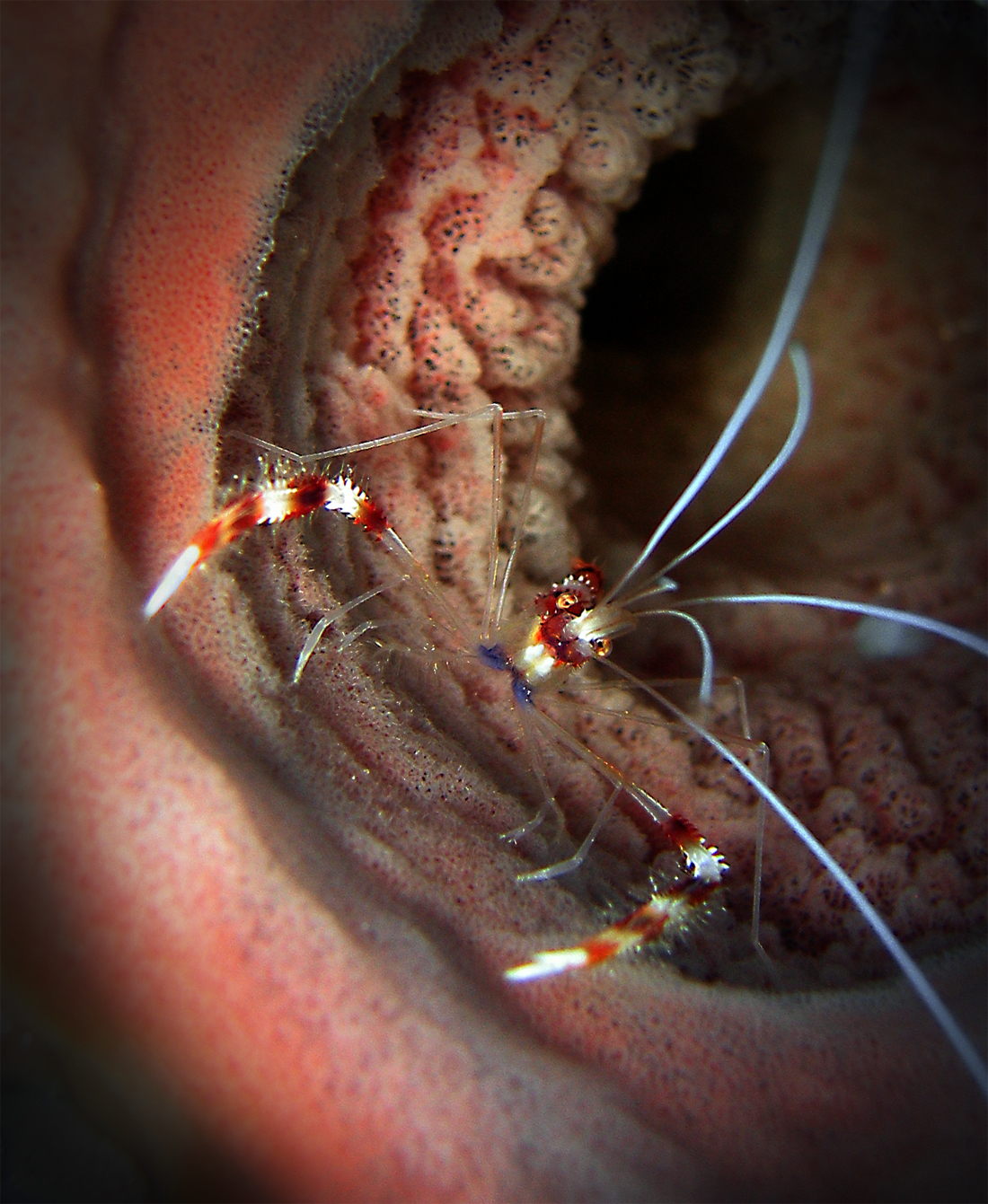
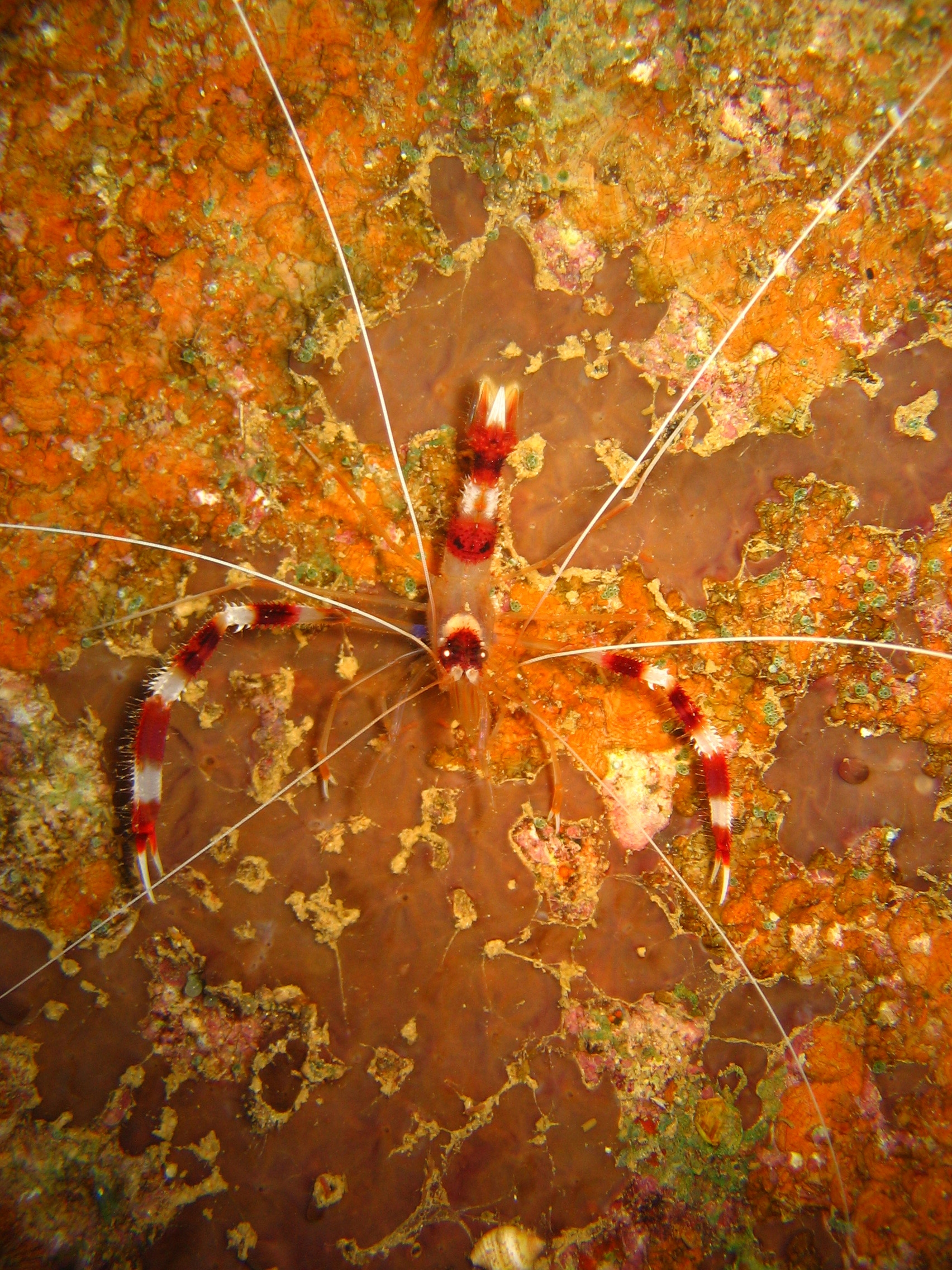
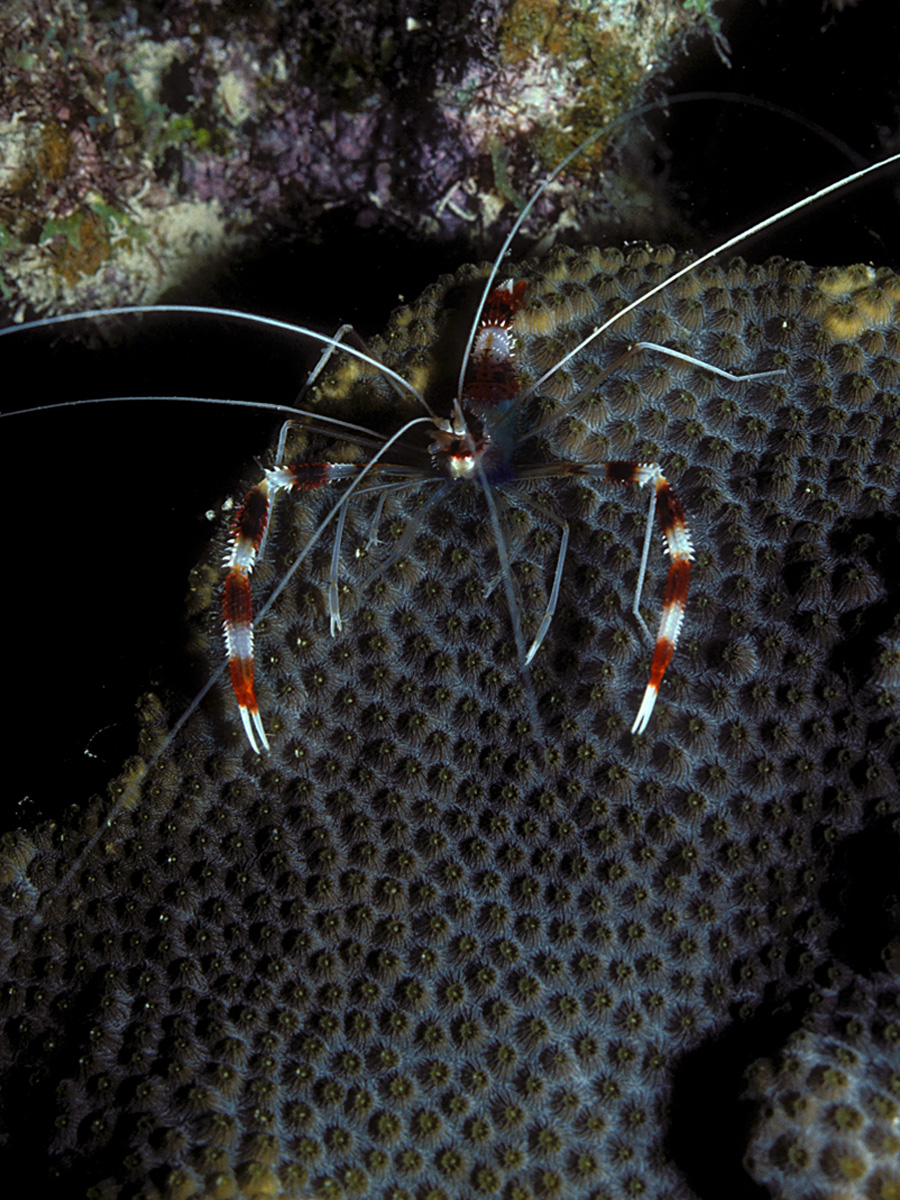
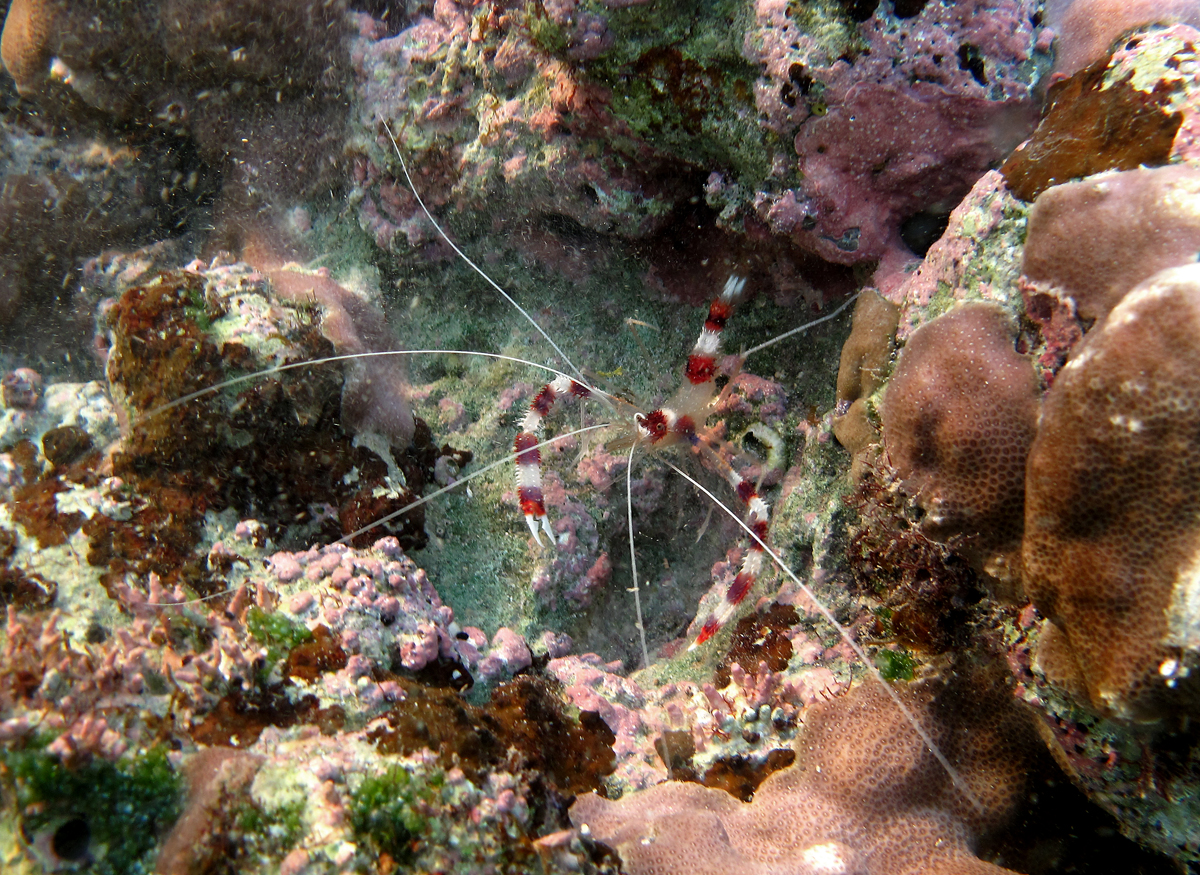

## Écologie et comportement

### Alimentation
Cette crevette est omnivore, et se nourrit notamment des parasites, feutrages algo-bactériens et débris de nourriture à la surface de l'épiderme de plus gros animaux.

## Habitat et répartition
Stenopus hispidus vit entre 2 et 40 mètres dans les crevasses du récif. On note des observations de S. hispidus jusqu'à 210 mètres de profondeur.
C'est une espèce benthique, elle se tient à l’ouverture des anfractuosités ou des éponges. Seules dépassent ses grandes antennes qui restent généralement à la lumière du soleil.
Stenopus hispidus a une répartition circumtropicale. Cette large répartition vient du fait que l'espèce était déjà présente dans l'ancien océan Téthys de l'Ère secondaire.

### Reproduction
La grande crevette nettoyeuse vit généralement en couple stable. Ses œufs mesurent 0,5 mm de diamètre et sont en nombre important. La femelle porte la ponte qui est de couleur turquoise.

### Association
Comme l'indique son nom vernaculaire de grande crevette nettoyeuse, Stenopus hispidus est la plus grande des crevettes nettoyeuses. Une partie du régime alimentaire de la crevette nettoyeuse est constituée des parasites externes de certains poissons, dont elles les débarrassent dans le cadre d'un commensalisme ou  d'un mutualisme.
Les poissons qui ressentent le besoin de se faire nettoyer la bouche par ces crevettes adoptent une nage stationnaire expressive, la bouche largement ouverte : ce signe est compris par les crevettes, qui se mettent ainsi au travail. Il s'agit d'un cas exceptionnel de langage sémantique élaboré partagé par de très nombreuses espèces appartenant à des clades très éloignés.

## Systématique

### Classification
Cette espèce est faussement classée dans les insectes sous le nom Palaemon hispidus par Guillaume-Antoine Olivier.

### Étymologie et appellations
La partie spécifique du nom binomial, hispidus, est le latin du mot « hérissé » en référence aux excroissances sur le corps et les pinces.

Noms communs : Sténope hispide, Grande crevette nettoyeuse.

## Stenopus hispiduset l'homme

### Philatélie
Cette crevette figure sur une émission de Cuba de 1969 (valeur faciale : 2 c.).